# Mesoligia humeralis
Mesoligia humeralis là một loài bướm đêm trong họ Noctuidae.